# トマス・ド・ビーチャム (第12代ウォリック伯)
第12代ウォリック伯トマス・ド・ビーチャム（英語: Thomas de Beauchamp, 12th Earl of Warwick, KG、1338年3月16日 - 1401年4月8日）は、イングランドの貴族。
国王リチャード2世の側近を非情議会で訴追した訴追派貴族の一人。

## 経歴

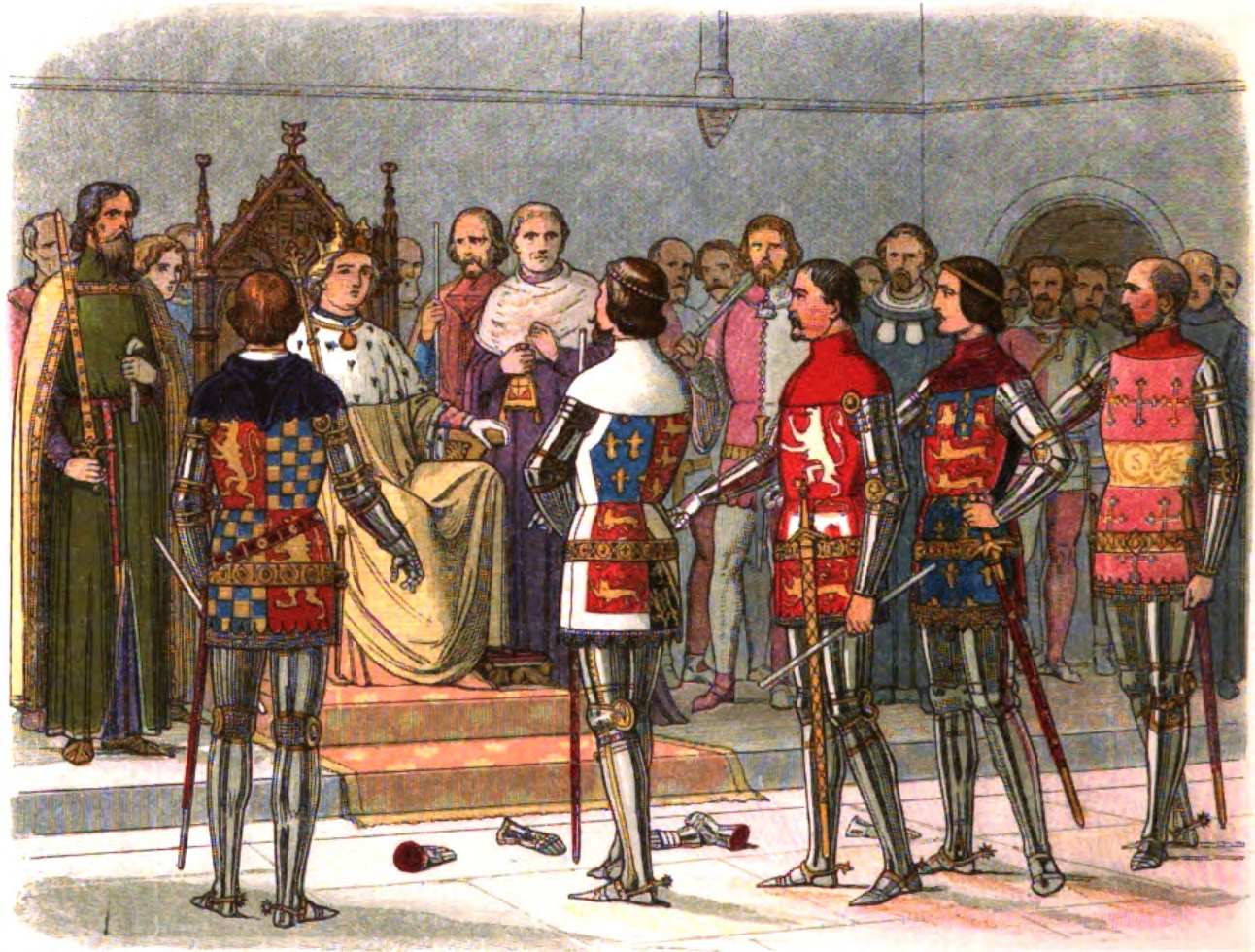
ウォリック伯ら訴追派貴族五名と国王リチャード2世

第11代ウォリック伯トマス・ド・ビーチャムとその妻キャサリン（初代マーチ伯ロジャー・モーティマーの娘）の次男として生まれる。
兄は父に先立って死去したため、1369年11月に父が死去した際には彼がウォリック伯位を継承した
1373年にはブルターニュ強襲直後のジョン・オブ・ゴーントのフランスでの作戦に参加したが、この作戦は失敗に終わった。
1376年の善良議会では貴族院の代表委員会のメンバーの一人となり、庶民院と共同して政治改革を推進した。
1381年のワット・タイラーの乱に際しては鎮圧に派遣された者の一人だった。1385年のスコットランドでの作戦でもリチャード2世に従って出陣した。
しかしまもなくグロスター公トマス・オブ・ウッドストック王子と第11代アランデル伯リチャード・フィッツアランの2人と共にオックスフォード伯兼アイルランド公ロバート・ド・ヴィアーら国王側近を議会で訴追することを求める訴追派貴族の一人となった。ただウォリック伯はグロスター公やアランデル伯のように王との個人的確執から訴追派に参加したわけではなく、どちらかというとアイルランド公を危険視していたために参加していた。そのため訴追派貴族たちの中ではリチャード2世の廃位に慎重派だった。
訴追派貴族たちは1386年10月の議会で国王に廃位の可能性をちらつかせて脅迫しつつ、国王側近の初代サフォーク伯マイケル・ド・ラ・ポールを弾劾して投獄に追い込んだ。ついで1387年秋には国王側近のアイルランド公とサフォーク伯を批判する訴状を議会に提出した。
同年末に訴追派貴族の軍は国王の支援を受けて編成されたオックスフォード伯率いる軍を襲撃してラドコット・ブリッジの戦いで破った。これにより訴追派貴族が宮廷と議会を掌握するに至った。1388年には非情議会を招集して庶民院の賛同も得て国王側近に次々と死刑判決を下した。
しかしリチャード2世廃位については後継者について諸侯の意見が一致しなかったために沙汰止みとなった。さらに1388年秋の議会で庶民院と貴族院が対立する中、国王が調停役として手腕を発揮したため、国王の権威が回復し始めた。1389年5月に国王は成年と親政を宣言し、グロスター公やアランデル伯らを解任した。
リチャード2世は親政開始宣言からしばらくは1382年から1386年の寵臣政治に戻ろうという気配を見せなかった。しかし内心では訴追派貴族への復讐の機会をうかがっていた。そして1397年7月にウォリック伯はグロスター公やアランデル伯とともに逮捕された。グロスター公は議会の裁判に連行される前に暗殺されたが、ウィリック伯とアランデル伯の2人は、9月の議会で裁判にかけられた。そして1386年から1388年の訴追派貴族の行動は大逆罪にあたると告発された。アランデル伯は死刑判決を受けたが、ウォリック伯は罪を告白して国王の慈悲を乞うたため、死刑を免れてマン島終身流刑判決で済んだ。
1398年にはロンドン塔に投獄されて再付託にかけられていたが、1399年8月にリチャード2世が王位を追われて同じ訴追派貴族の仲間だったヘンリー・ボリングブルック（ジョン・オブ・ゴーントの息子）がヘンリー4世として即位したため釈放された。気をよくしたウォリック伯は、1399年10月のヘンリー4世治世下最初の議会に出席すると1397年に自分が行った罪の告白はすべて虚偽である旨を主張しようとしたが、ヘンリー4世に止められた。
1401年7月8日に死去。爵位は息子のリチャード・ド・ビーチャムが継承した。

## 栄典

### 爵位
1369年11月13日の父トマス・ド・ビーチャムの死により以下の爵位を継承した。
- 第12代ウォリック伯爵 (12th Earl of Warwick)

（1088年創設のイングランド貴族爵位）

### 勲章
- ガーター騎士団(勲章)ナイト(KG)[4]

## 家族
1381年より以前に第3代グロービーのフェラーズ男爵ウィリアム・フェラーズの娘マーガレットと結婚し、彼女との間に爵位を継承するリチャード・ド・ビーチャムを儲けた。